# Sybra palavana
Sybra palavana är en skalbaggsart som beskrevs av Aurivillius 1927. Sybra palavana ingår i släktet Sybra och familjen långhorningar.
Artens utbredningsområde är Filippinerna. Inga underarter finns listade i Catalogue of Life.